# Toby Keith
Toby Keith Covel, mais conhecido como Toby Keith (Clinton, 8 de julho de 1961 – 5 de fevereiro de 2024) foi um cantor, compositor, produtor musical de música country e ator americano.

## Biografia
Keith lançou seus primeiros quatro álbuns de estúdio - 1993 de Toby Keith, 1994 do Boomtown, 1996 da Blue Moon e 1997 Dream Walkin', além do Greatest Hits com canções de várias divisões da gravadora Mercury Records que saiu em 1998. Todos esses álbuns ganharam disco de ouro ou certificação superior e produziu vários singles, incluindo a sua estreia "Should've Been a Cowboy", que liderou as paradas do país e foi a música country mais tocada nos EUA da década de 1990.
Assinou contrato com a DreamWorks Nashville em 1998, Keith lançou seu single "How Do You Like Me Now?" naquele ano. Esta canção, a faixa-título de seu álbum de 1999 do mesmo nome, foi a canção country numero um de 2000. Seus próximos três álbuns, Pull My Chain, Unleashed, e Shock'n Y'all, produziu mais três hits cada um, e todos os álbuns foram certificados com discos de platina. Lançou o disco Greatest Hits II em 2004, e depois disso, ele lançou Honkytonk University.
Quando a Dreamworks fechou em 2005, Keith fundou sua própria gravadora, Dog Show Nashville, que se tornou parte da gravadora Universal em dezembro de 2009. Ele lançou cinco álbuns de estúdio nessa gravadora: 2006 White Trash with Money, 2007 Big Dog Daddy, 2008 That Don't Make Me a Bad Guy, 2009 American Ride e em 2010 Bullets in the Gun, bem como a uma compilação de 35 grandes hits. Ele também assinou com vários outros artistas para a gravadora, incluindo Coro Trailer, Chord Carter, Flynnville Train, Trace Adkins, Mac McAnally e Mica Roberts. Keith também fez sua estréia agindo em 2005, estrelando o filme Pontes quebradas e co-estrelou com comediante Rodney Carrington no filme de 2008 Beer for My Horses.
Keith lançou álbuns de estúdio por treze anos, dois álbuns de Natal, e álbuns de compilação múltiplas. Ele também teve mais de quarenta singles no Billboard Hot Country Songs charts, incluindo dezenove Number One Hits e dezesseis adicionais Top Ten hits. Sua mais longa duração atinge Número Um são "Beer for My Horses" (um dueto de 2003 com Willie Nelson) e "As Good as I Once Was" (2005), em seis semanas cada.
Keith morreu em 5 de fevereiro de 2024 devido a um câncer no estômago aos 62 anos.